# Bulbophyllum bandischii
Bulbophyllum bandischii är en orkidéart som beskrevs av Garay, Hamer och Emily Steffan Siegerist. Bulbophyllum bandischii ingår i släktet Bulbophyllum och familjen orkidéer. Inga underarter finns listade i Catalogue of Life.